# Bote baleeiro

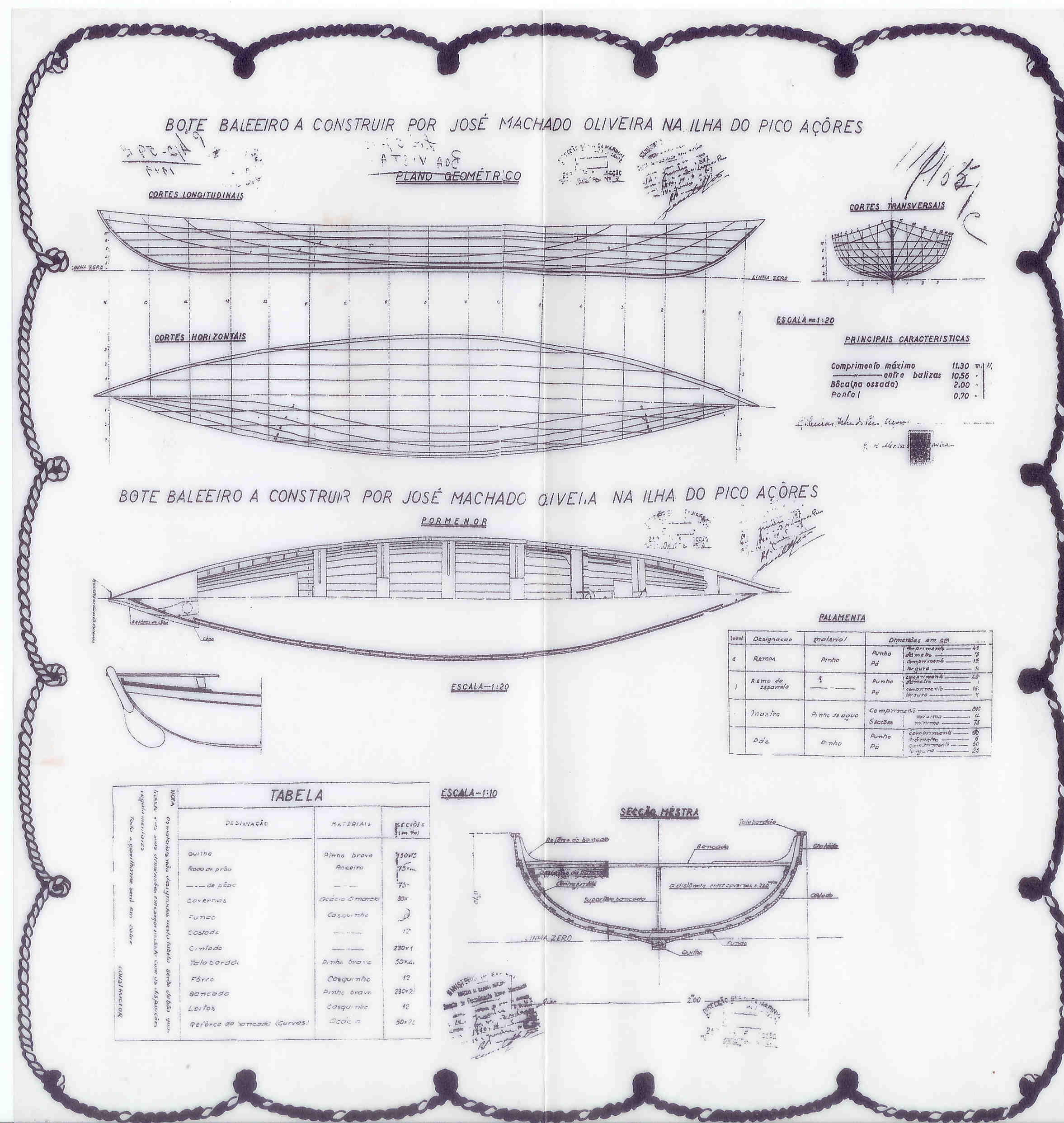
Diagrama de licenciamento de um bote baleeiro açoriano (Pico).

Bote baleeiro é um tipo de pequenas embarcações, com propulsão mista a remo e à vela, muito rápidas, ligeiras e manobráveis, que foram utilizados na caça à baleia a partir de navios-mãe (como os baleeiros da Nova Inglaterra) ou a partir de estações costeiras (como foi comum nos Açores até 1986). Embora abusivamente, o nome estendeu-se às baleeiras, nome comum porque são conhecidas as embarcações de emergências utilizadas para evacuar um navio em perigo.

## Características
Devido à necessidade de velocidade e manobrabilidade, os botes baleeiros eram construídos com madeiras leves e tinham um perfirl afilado por forma a obter um bom desempenho hidrodinâmico. Em geral sentavam-se entre 6 a 8 remadores, governados por um mestre (também chamado de oficial) à popa empunhando uma esparrela. O trancador, ou arpoador, ia à proa, de onde arremessava um longo arpão em ferro, com barbilha, encavado num cabo feito numa madeira pesada.